# Suuri Kaitajärvi
Suuri Kaitajärvi är en sjö i kommunen Puumala i landskapet Södra Savolax i Finland. Sjön ligger 79,9 meter över havet. Arean är 94 hektar och strandlinjen är 13,35 kilometer lång. Sjön  ingår i Vuoksens huvudavrinningsområde.   Den ligger omkring 45 kilometer öster om S:t Michel och omkring 230 kilometer nordöst om Helsingfors. 
Sjön är smal och långsträckt i nord-sydlig riktning. 